# Apple S5
Apple S5は、Appleが設計した64ビットARMベースのチップ（SiP）である。

## 概要
Apple S5は、前世代のプロセッサであるApple S4と同じApple A12の高効率CPUコア（Tempest）とGPUを搭載しており、性能の差はほとんどない。2019年9月20日発売のApple Watch Series 5に初めて搭載され、現在でもHomePod miniに搭載されている。

## 搭載製品
- Apple Watch Series 5
- Apple Watch SE (第1世代)
- HomePod mini